# Aigües
Aigües è un comune spagnolo situato nella comunità autonoma Valenciana.